# Zenarchopterus robertsi
Zenarchopterus robertsi is een straalvinnige vissensoort uit de familie van de Zenarchopterida. De wetenschappelijke naam van de soort is voor het eerst geldig gepubliceerd in 1982 door Collette.